# 2005-ös U19-es labdarúgó-Európa-bajnokság
A 2005-ös U19-es labdarúgó-Európa-bajnokságot Észak-Írországban rendezték 8 csapat részvételével 2005. július 18. és július 29. között. Az Európa-bajnoki címet Franciaország szerezte meg, miután a döntőben 1–0-ra legyőzte Angliát. A tornán 1986. január 1. után született játékosok szerepelhettek.

## Résztvevők
A következő nyolc csapat kvalifikálta magát az Európa-bajnokságra:
| - Anglia - Észak-Írország - Franciaország - Görögország | - Németország - Norvégia (Rendező) - Örményország - Szerbia és Montenegró |

## Játékvezetők
| - Alberto Undiano Mallenco - Kassai Viktor - Damir Skomina | - Pieter Vink - Matteo Trefoloni - Duarte Nuno Pereira Gomes |

## Csoportkör

### A csoport
| Csapat                | M | Gy | D | V | RG | KG | GK | Pont |
| --------------------- | - | -- | - | - | -- | -- | -- | ---- |
| Szerbia és Montenegró | 3 | 3  | 0 | 0 | 8  | 2  | +6 | 9    |
| Németország           | 3 | 2  | 0 | 1 | 7  | 5  | +2 | 6    |
| Görögország           | 3 | 1  | 0 | 2 | 1  | 6  | −5 | 3    |
| Észak-Írország        | 3 | 0  | 0 | 3 | 1  | 4  | −3 | 0    |

| 2005. július 18. 19:00 (CET+1) | Szerbia és Montenegró                            | 4 – 2               | Németország                | The Showgrounds, Newry Játékvezető: Alberto Undiano Mallenco (spanyol) |
| 2005. július 18. 19:00 (CET+1) | Veselinović 57' 59' Marinković 75' Markovski 93' | (0 – 1) Jegyzőkönyv | Polanski 37' Kučuković 51' | The Showgrounds, Newry Játékvezető: Alberto Undiano Mallenco (spanyol) |

| 2005. július 18. 19:30 (CET+1) | Észak-Írország | 0 – 1               | Görögország     | Windsor Park, Belfast Játékvezető: Kassai Viktor (magyar) |
| 2005. július 18. 19:30 (CET+1) |                | (0 – 1) Jegyzőkönyv | Petropoulos 15' | Windsor Park, Belfast Játékvezető: Kassai Viktor (magyar) |

| 2005. július 20. 17:00 (CET+1) | Görögország | 0 – 3               | Németország                         | Mourneview Park, Lurgan Játékvezető: Damir Skomina (szlovén) |
| 2005. július 20. 17:00 (CET+1) |             | (0 – 2) Jegyzőkönyv | Müller 16' Polanski 43' Boateng 47' | Mourneview Park, Lurgan Játékvezető: Damir Skomina (szlovén) |

| 2005. július 20. 19:00 (CET+1) | Észak-Írország | 0 – 1               | Szerbia és Montenegró | The Showgrounds, Newry Játékvezető: Pieter Vink (holland) |
| 2005. július 20. 19:00 (CET+1) |                | (0 – 0) Jegyzőkönyv | Veselinović 78'       | The Showgrounds, Newry Játékvezető: Pieter Vink (holland) |

| 2005. július 23. 17:00 (CET+1) | Németország                | 2 – 1               | Észak-Írország | The Oval, Belfast Játékvezető: Matteo Simone Trefoloni (olasz) |
| 2005. július 23. 17:00 (CET+1) | Steinhöfer 85' Epstein 89' | (0 – 0) Jegyzőkönyv | Stewart 91'    | The Oval, Belfast Játékvezető: Matteo Simone Trefoloni (olasz) |

| 2005. július 23. 17:00 (CET+1) | Görögország | 0 – 3               | Szerbia és Montenegró                         | The Showgrounds, Ballymena Játékvezető: Duarte Nuno Pereira Gomes (portugál) |
| 2005. július 23. 17:00 (CET+1) |             | (0 – 3) Jegyzőkönyv | Veselinović 4' (11-esből) 43' Arsenijević 16' | The Showgrounds, Ballymena Játékvezető: Duarte Nuno Pereira Gomes (portugál) |

### B csoport
| Csapat        | M | Gy | D | V | RG | KG | GK | Pont |
| ------------- | - | -- | - | - | -- | -- | -- | ---- |
| Franciaország | 3 | 2  | 1 | 0 | 5  | 2  | +3 | 7    |
| Anglia        | 3 | 1  | 2 | 0 | 5  | 4  | +1 | 5    |
| Norvégia      | 3 | 1  | 0 | 2 | 5  | 6  | −1 | 3    |
| Örményország  | 3 | 0  | 1 | 2 | 1  | 4  | −3 | 1    |

| 2005. július 18. 17:00 (CET+1) | Franciaország | 1 – 1               | Anglia    | The Oval, Belfast Játékvezető: Matteo Simone Trefoloni (olasz) |
| 2005. július 18. 17:00 (CET+1) | Baldé 19'     | (1 – 1) Jegyzőkönyv | Fryatt 9' | The Oval, Belfast Játékvezető: Matteo Simone Trefoloni (olasz) |

| 2005. július 18. 19:00 (CET+1) | Norvégia             | 2 – 0               | Örményország | Mourneview Park, Lurgan Játékvezető: Damir Skomina (szlovén) |
| 2005. július 18. 19:00 (CET+1) | Aoudia 21' Nisja 69' | (1 – 0) Jegyzőkönyv |              | Mourneview Park, Lurgan Játékvezető: Damir Skomina (szlovén) |

| 2005. július 20. 19:00 (CET+1) | Örményország | 1 – 1               | Anglia                | The Showgrounds, Ballymena Játékvezető: Kassai Viktor (magyar) |
| 2005. július 20. 19:00 (CET+1) | Lombé 87'    | (0 – 0) Jegyzőkönyv | Petrosyan 72' (öngól) | The Showgrounds, Ballymena Játékvezető: Kassai Viktor (magyar) |

| 2005. július 20. 20:00 (CET+1) | Norvégia   | 1 – 3               | Franciaország                              | Windsor Park, Belfast Játékvezető: Duarte Nuno Pereira Gomes (portugál) |
| 2005. július 20. 20:00 (CET+1) | Larsen 57' | (0 – 2) Jegyzőkönyv | Gourcuff 16' (11-esből) 29' 83' (11-esből) | Windsor Park, Belfast Játékvezető: Duarte Nuno Pereira Gomes (portugál) |

| 2005. július 23. 19:00 (CET+1) | Örményország | 0 – 1               | Franciaország | Mourneview Park, Lurgan Játékvezető: Pieter Vink (holland) |
| 2005. július 23. 19:00 (CET+1) |              | (0 – 1) Jegyzőkönyv | Cambon 31'    | Mourneview Park, Lurgan Játékvezető: Pieter Vink (holland) |

| 2005. július 23. 19:00 (CET+1) | Anglia                              | 3 – 2               | Norvégia               | The Showgrounds, Newry Játékvezető: Alberto Undiano Mallenco (spanyol) |
| 2005. július 23. 19:00 (CET+1) | Mills 3' Blackstock 80' Wheater 83' | (1 – 1) Jegyzőkönyv | Aoudia 23' Hanssen 79' | The Showgrounds, Newry Játékvezető: Alberto Undiano Mallenco (spanyol) |

## Egyenes kieséses szakasz

### Elődöntők
|  |                       |                       |               |               |   |        |        |       |
|  | Elődöntők             | Elődöntők             | Elődöntők     |               |   | Döntő  | Döntő  | Döntő |
|  | Elődöntők             | Elődöntők             | Elődöntők     |               |   | Döntő  | Döntő  | Döntő |
|  | július 26.            |                       |               |               |   |        |        |       |
|  |                       |                       |               |               |   |        |        |       |
|  | Szerbia és Montenegró | Szerbia és Montenegró | 1             |               |   |        |        |       |
|  | Szerbia és Montenegró | Szerbia és Montenegró | 1             | július 29.    |   |        |        |       |
|  | Anglia                | Anglia                | 3             |               |   |        |        |       |
|  | Anglia                | Anglia                | 3             |               |   | Anglia | Anglia | 1     |
|  | július 26.            |                       |               |               |   | Anglia | Anglia | 1     |
|  |                       |                       | Franciaország | Franciaország | 3 |        |        |       |
|  | Franciaország         | Franciaország         | Franciaország | Franciaország | 3 | 3      |        |       |
|  | Franciaország         | Franciaország         |               |               |   |        |        |       |
|  | Németország           | Németország           | 2             |               |   |        |        |       |
|  | Németország           | Németország           | 2             |               |   |        |        |       |
|  |                       |                       |               |               |   |        |        |       |

| 2005. július 26. 16:30 (CET+1) | Szerbia és Montenegró | 1 – 3               | Anglia             | Mourneview Park, Lurgan Játékvezető: Kassai Viktor (magyar) |
| 2005. július 26. 16:30 (CET+1) | Marinković 87'        | (0 – 1) Jegyzőkönyv | Fryatt 18' 81' 93' | Mourneview Park, Lurgan Játékvezető: Kassai Viktor (magyar) |

| 2005. július 26. 19:30 (CET+1) | Franciaország            | 3 – 2               | Németország             | The Showgrounds, Ballymena Játékvezető: Damir Skomina (szlovén) |
| 2005. július 26. 19:30 (CET+1) | Baldé 34' 58' Cabaye 63' | (1 – 1) Jegyzőkönyv | Epstein 40' Boateng 86' | The Showgrounds, Ballymena Játékvezető: Damir Skomina (szlovén) |

### Döntő
| 2005. július 29. 19:00 (CET+1) | Anglia     | 1 – 3               | Franciaország                       | Windsor Park, Belfast Játékvezető: Pieter Vink (holland) |
| 2005. július 29. 19:00 (CET+1) | Holmes 41' | (1 – 0) Jegyzőkönyv | Chakouri 56' Baldé 75' Gouffran 88' | Windsor Park, Belfast Játékvezető: Pieter Vink (holland) |

| 2005-ös U19-es labdarúgó-Európa-bajnokság bajnoka: |
| -------------------------------------------------- |
| FRANCIAORSZÁG 5. cím                               |